# Holocnemus pluchei
Espèce
Synonymes
- Aranea pluchii Scopoli, 1763
- Aranea rivulata Forsskål, 1775
- Pholcus impressus C. L. Koch, 1837
- Pholcus barbarus Lucas, 1846
- Pholcus ruralis Blackwall, 1858

Holocnemus pluchei est une espèce d'araignées aranéomorphes de la famille des Pholcidae. Elle vit parfois en groupe, parfois solitairement. Pour échapper à un prédateur, cette araignée peut se séparer d'une patte (autotomie), ce qui ne semble pas ensuite la handicaper significativement.

## Distribution
Cette espèce se rencontre en Europe, en Afrique du Nord, en Turquie et en Azerbaïdjan. Elle a été introduite aux États-Unis, en Argentine, au Japon et en Australie.
Après avoir été récemment introduite en Amérique du Nord (premier signalement en 1974, mais elle pourrait d'abord être passée inaperçue car relativement ressemblante à une autre pholcidée Pholcus phalangioides (également introduite par l'homme à partir de l'Europe, mais antérieurement), elle y a localement produit des populations, notamment en Californie. En 1990, elle était trouvée jusqu'à Las Cruces au Nouveau-Mexique. Il a été remarqué en Californie qu'elle vit parfois en groupe, et parfois solitairement. En 2008, un premier signalement de l'espèce est fait en Amérique du Sud.
Cette espèce semble remonter vers le nord (ex : signalée en Pologne pour la 1re fois en 2010).

## Description
Les mâles mesurent de 5 à 7 mm et les femelles de 5 à 7,5 mm.

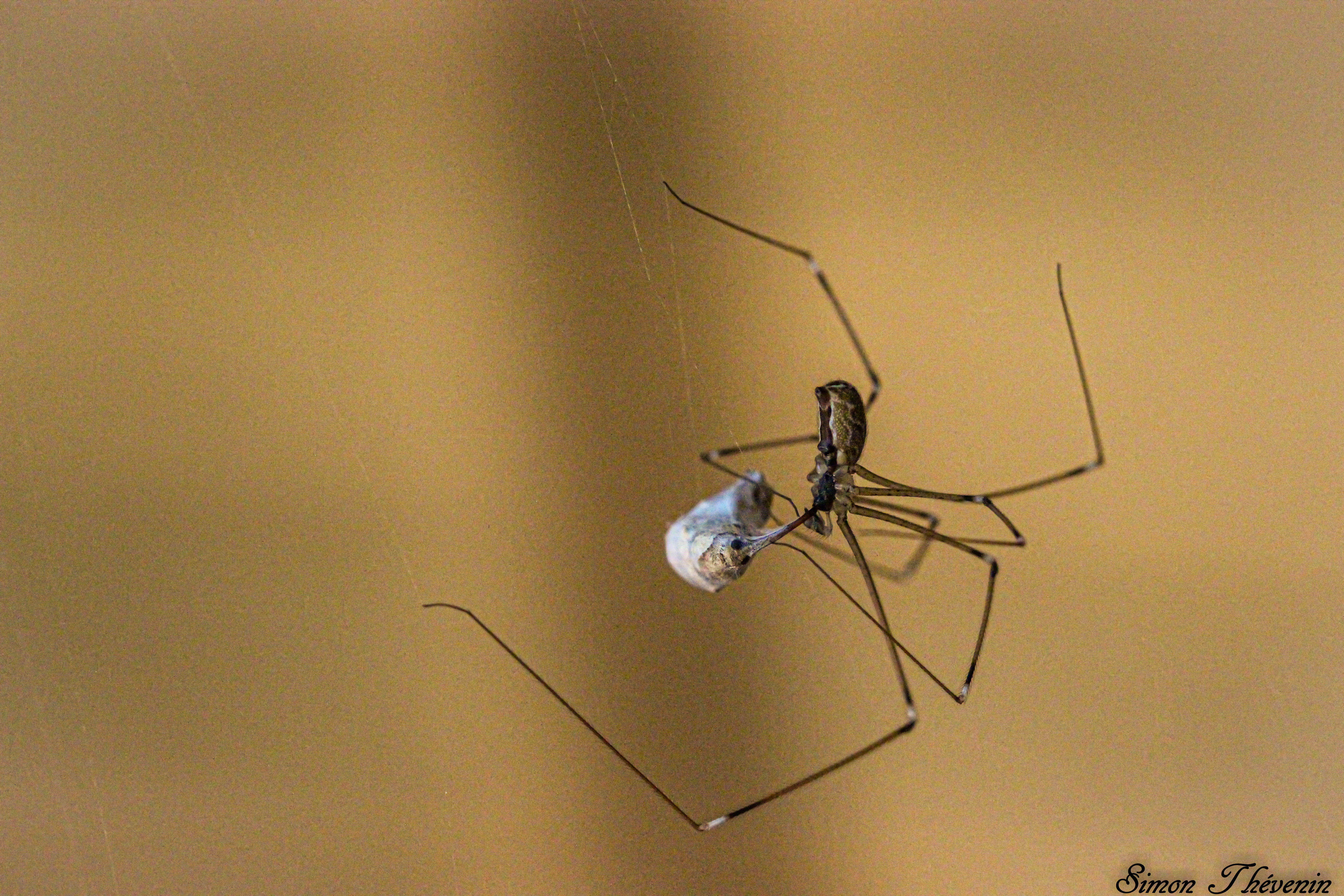
Holocnemus pluchei femelle mangeant un coléoptère de la famille des Curculionidae à Rognes.

Le mâle décrit par Huber en 2022 mesure 6,0 mm.

### Pigmentation

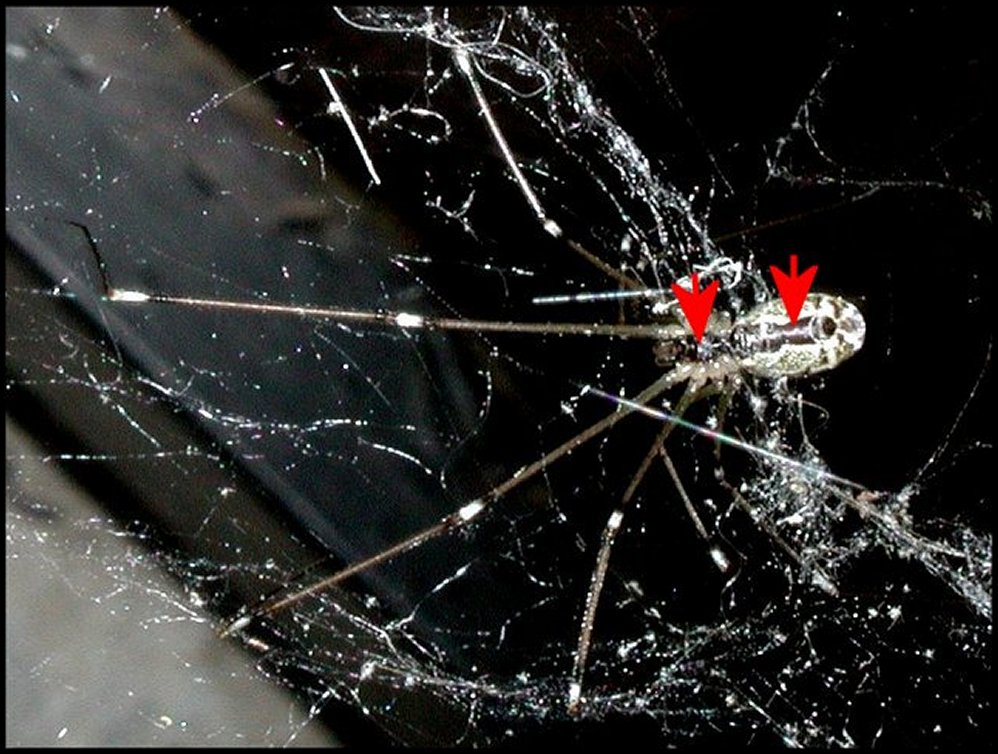
Fig.1 - Vue ventrale d' Holocnemus pluchei montrant la grande tache noire médiane (flèches)

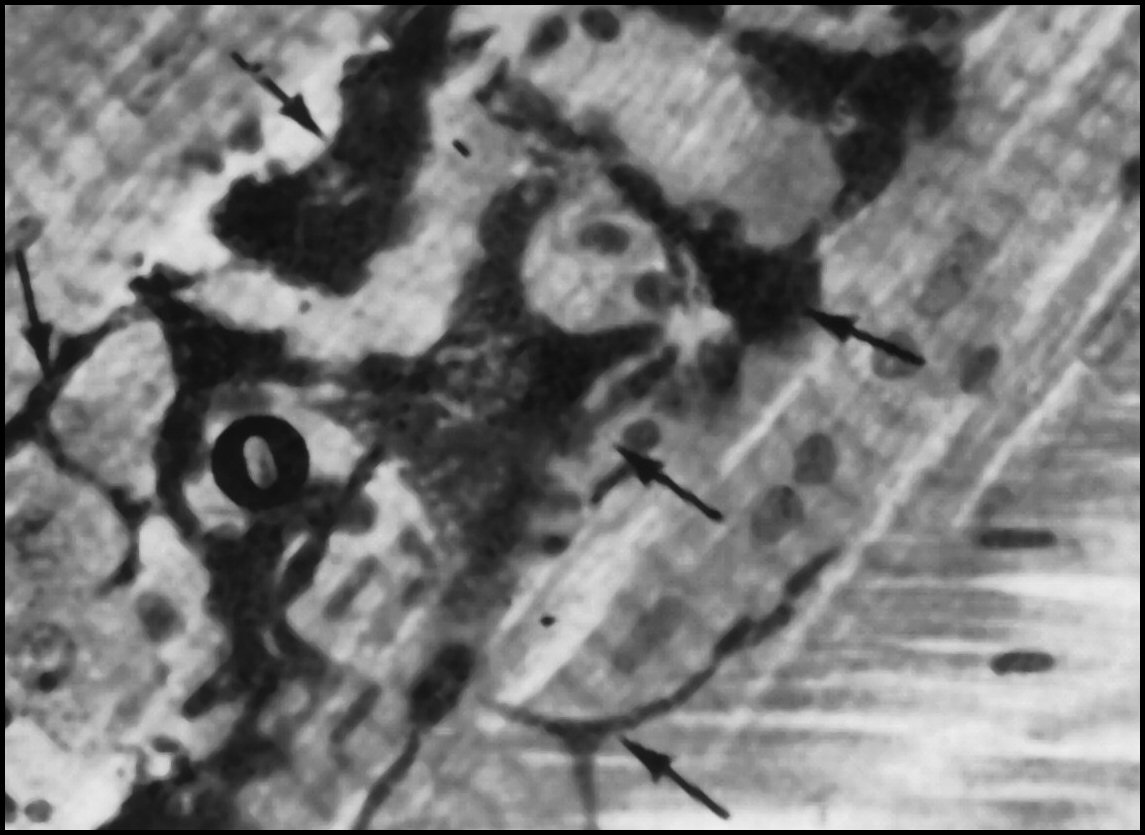
Fig. 2 - Cellules pigmentées rameuses (flèches) en situation profonde dans des muscles d' Holocnemus pluchei.

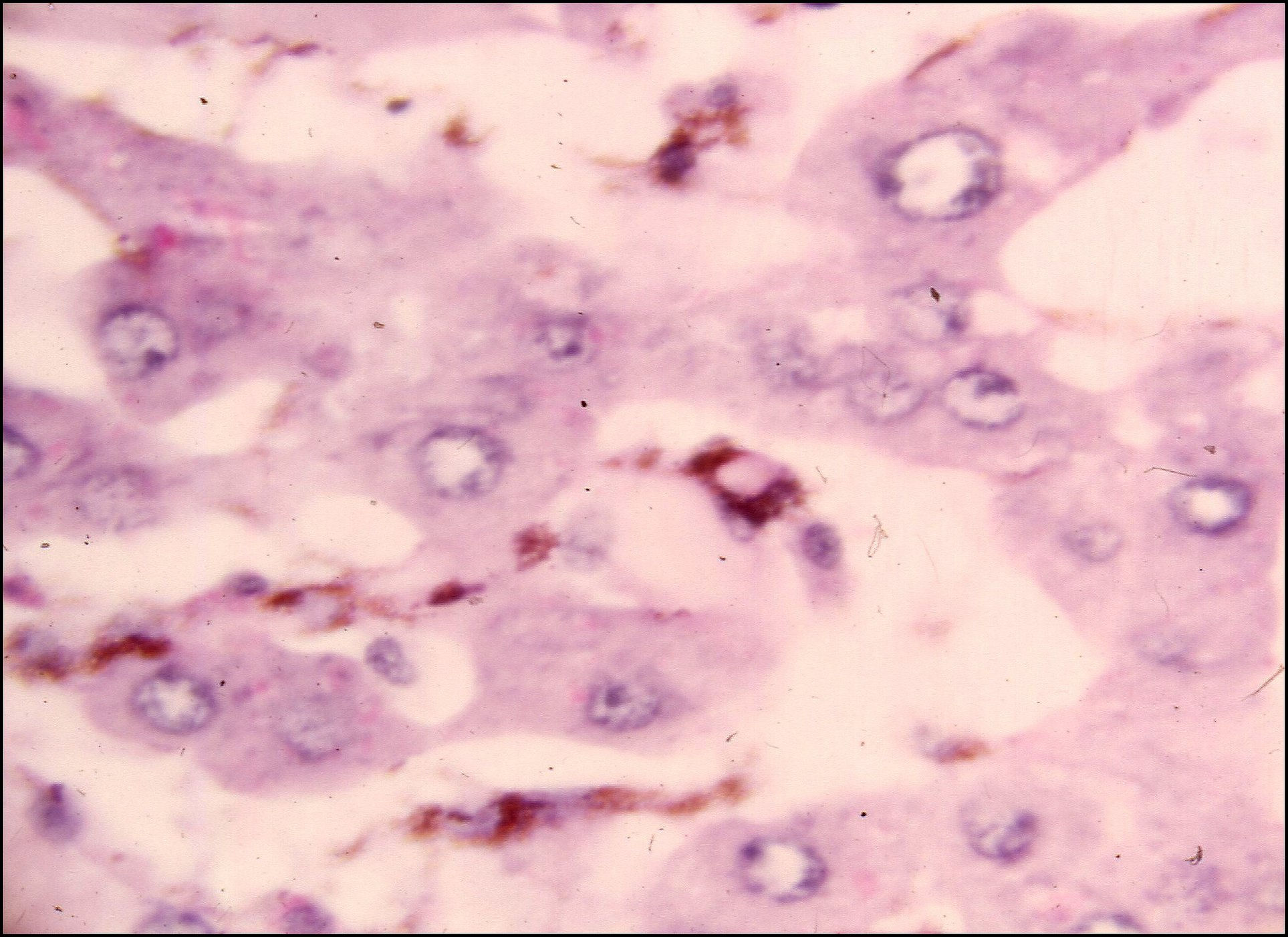
fig.2 b - Chromatophores dans le tissu réticulé du prosoma d' Holocnemus pluchei

Holocnemus pluchei montre sur sa face ventrale une bande noire longitudinale caractéristique étendue du labium aux filières (Fig.1). Cette marque est en rapport avec une étrange pigmentation interne mise en évidence par Lopez et Legendre en 1975, liée à la présence de cellules particulières rameuses, plus ou moins stellaires, les chromatophores, chargées de granulations brunâtres, s'insinuant jusque dans les muscles (Fig.2). La nature chimique et la signification du pigment sont imprécises. Pareilles cellules n'ont pas été retrouvées chez les autres Araignées où une pigmentation profonde est toutefois possible (Diguetidae).

### Appareil stridulatoire

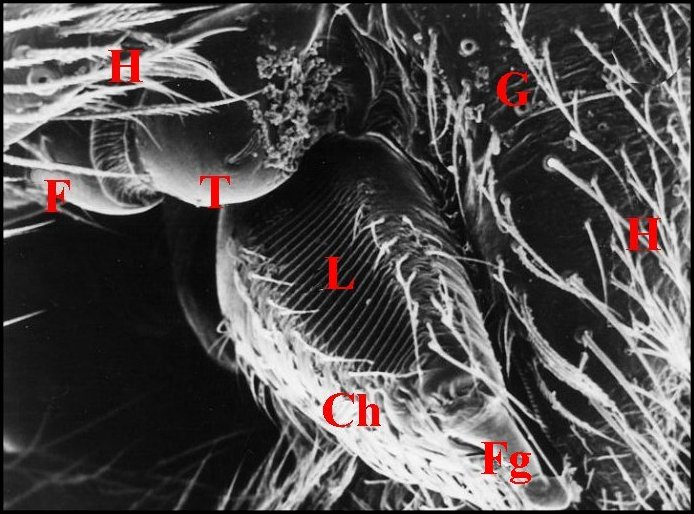
Fig. 3 - Appareil stridulatoire d'Holocnemus femelle vu au microscope électronique à balayage. Ch, chélicère (tige) - F, fémur ; Fg, crochet venimeux ; G, gnathocoxe ou lame maxillaire ; H, poils ; L, lyre et ses crêtes ; T, trochanter.

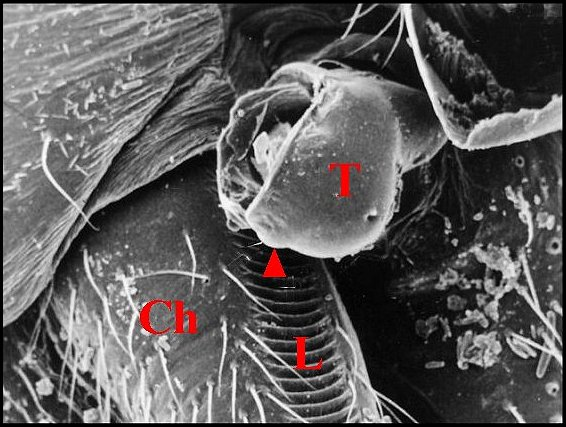
Fig.4 - Autre appareil stridulatoire d' Holocnemus femelle vu au microscope électronique à balayage. Ch, chélicère - L, lyre avec ses crêtes - T, trochanter avec son tubercule (flèche)

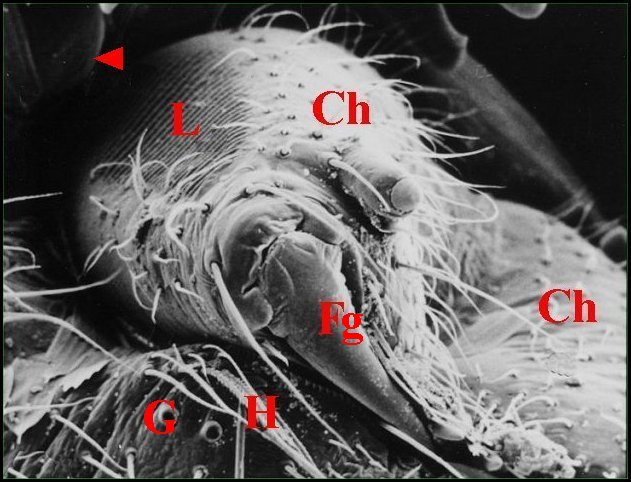
Fig.5 - Appareil stridulatoire d'Holocnemus mâle vu au microscope électronique à balayage. Ch, chélicère (tige) - Fg, crochet venimeux - G, gnathocoxe - H, poils - L, lyre et ses crêtes.

Holocnemus pluchei possède un appareil stridulatoire découvert par Lopez en 1988 dans des coupes histologiques et au microscope électronique à balayage et décrit aussi par Huber en 1995 qui ne cite pas le précédent dans sa bibliographie. Différent de celui des Argyrodes (Theridiidae), cet appareil, présent dans les deux sexes et même chez les immatures, se compose d'un « archet » constitué par un tubercule trochantérien du pédipalpe, et d'une « lyre » située sur la tige chélicérienne (Fig.3 à 5).

### Spermatogenèse
Elle a été étudiée par Lopez et Boissin en 1976 qui ont montré, comme chez d'autres araignées, une particularité unique du flagelle, propre, semble-t-il, à l'ordre des Araneae : la présence d'un triplet axonématique axial, soit trois tubules centraux au lieu de deux...

## Toile

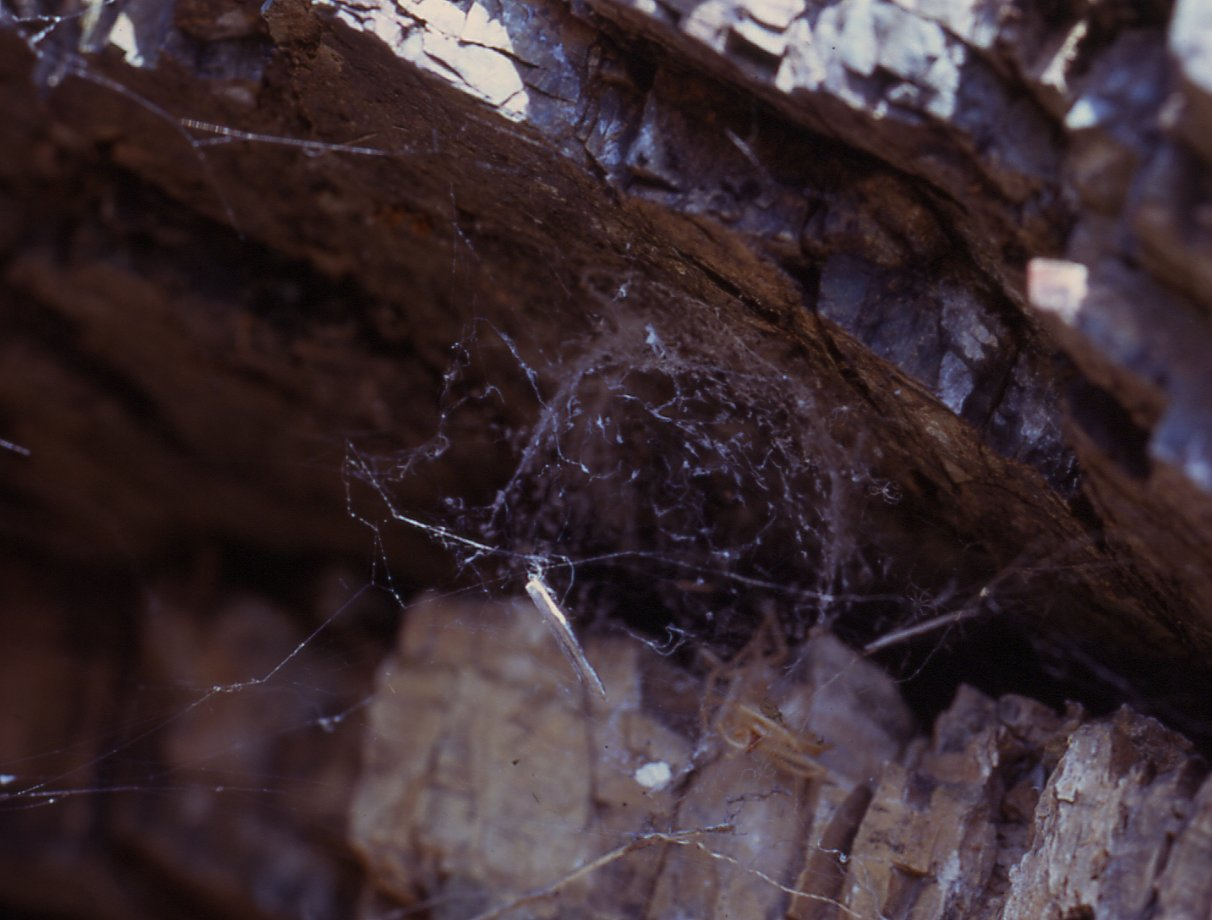
Fig.6 - Toile d'Holocnemus pluchei avec sa retraite. Rochers, garrigue languedocienne.

Contrairement à celle d'autres Pholcidae, elle peut comporter une retraite en forme de « gobelet » (Fig.6).

## Allergénicité
Un cas d'allergie asthmatiforme a pu être associé (en 2010) à une enzyme (arginine kinase) produite par cette espèce (mais non par la tégénaire Tegenaria domestica).

## Systématique et taxinomie
Cette espèce a été décrite sous le protonyme Aranea pluchii par Scopoli en 1763. Elle est placée dans le genre Pholcus par Simon en 1866 puis dans le genre Holocnemus par Simon en 1914.
Aranea rivulata a été placée en synonymie par Simon en 1866.
Pholcus impressus, Pholcus barbarus et Pholcus ruralis ont été placées en synonymie par Simon en 1873.

## Étymologie
Cette espèce est nommée en l'honneur de l'abbé Pluche.

## Publication originale
- Scopoli, 1763 : Entomologia carniolica, exhibens insecta carniolae indigena et distributa in ordines, genera, species, varietates. Methodo Linnaeana. Vindobonae, p. 1-420.